# كوتا أوهاشي
كوتا أوهاشي (باليابانية: 大橋滉太) هو لاعب كرة قدم ياباني، ولد في 9 أبريل 2002 في كيوتو في اليابان.

## وصلات خارجية
- كوتا أوهاشي على موقع رابطة كرة القدم اليابانية للمحترفين (اليابانية)
- كوتا أوهاشي على موقع Soccerway.com (الإنجليزية)